# Tairowka (przystanek kolejowy)
Tairowka (ros. Таировка) – przystanek kolejowy w miejscowości Kazarma 399 km, w rejonie sasowskim, w obwodzie riazańskim, w Rosji. Położony jest na linii Moskwa – Riazań – Samara. Nazwa pochodzi od pobliskiej wsi Tairowka.